# 懷平君
懷平君（韓語：회평군，1827年—1844年），名李明（韓語：이명），本名李元慶（韓語：이원경），是全溪大院君長子，朝鮮哲宗的嫡兄（哲宗为庶出），母親完陽府大夫人崔氏。
1844年（朝鮮憲宗10年），中人出身官員閔晉鏞欲推戴懷平君登位謀叛事件被事前發覺，他被凌遲而懷平君也被殺，朝鮮哲宗繼位後也在1858年追封名號，贈諡孝愍。